# Atherigona parvipuncta
Atherigona parvipuncta är en tvåvingeart som beskrevs av Stein 1913. Atherigona parvipuncta ingår i släktet Atherigona och familjen husflugor.
Artens utbredningsområde är Etiopien. Inga underarter finns listade i Catalogue of Life.